# Hugo Eymann
Hugo Eymann OSB (* 29. November 1944) ist ein deutscher Benediktiner und katholischer Neutestamentler. 

## Leben
Siegfried Eymann trat 1965 der Ordensgemeinschaft der Benediktiner in der Erzabtei Beuron bei und nahm den Ordensnamen Hugo an. Am 9. April 1967 legte er die Profess ab. Nach Philosophie- und Theologiestudium absolvierte er ein Studium der Patrologie bei Basil Studer OSB am Päpstlichen Athenaeum Sant’Anselmo in Rom. An der Albert-Ludwigs-Universität Freiburg wurde er 1984 bei dem Kirchenhistoriker Karl Suso Frank OFM mit einer Arbeit über die Schrift De similitudine carnis peccati des Eutropius zum Doctor theologiae promoviert.
Eymann arbeitete als Wissenschaftler des Vetus-Latina-Instituts im Kloster Beuron an der historisch-kritischen Edition der altlateinischen Bibel. Das nach Kriegsende 1945 durch Bonifatius Fischer OSB gegründete Institut Vetus Latina nimmt sich der Aufgabe an, alle noch auffindbaren Zeugnisse von altlateinischen Bibeltexten, die vor der Herausgabe der unter Karl dem Großen zur Vulgata gewordenen Bibeledition aus griechischen Überlieferungen ins Lateinische übersetzt worden waren, zu sichten, zu ordnen und wissenschaftlich aufzubereiten. Eymann arbeitete vor allem an der Edition der altlateinischen Übersetzungen des Römerbriefes, zusammen mit der Theologin Eva Schulz-Flügel. Zudem widmete er sich der Theologie der Eucharistie.
Von 2010 bis 2024 lebte Eymann in der Benediktinercella auf der Insel Reichenau und betreute als Seelsorger zusammen mit Pater Stephan Vorwerk OSB und Pater Stephanos Petzold OSB die Seelsorgeeinheit Reichenau. Seinen Ruhestand verbringt er in seinem Heimatkloster Erzabtei Beuron.

## Schriften
- Zum Verhältnis von Offenbarung und Sein bei Paul Tillich. In: Neue Zeitschrift für systematische Theologie und Religionsphilosophie, Jg. 17 (1975), S. 76–88.
- Eutropius Presbyter und sein Traktat „De similitudine carnis peccati“. Lang, Frankfurt am Main 1985, ISBN 3-8204-8183-4.
- „Für euch und für alle“. Wege zur Eucharistie. In: Erbe und Auftrag, Jg. 61 (1985), S. 38–48.
- Eutropius aus Aquitanien. Ein wiederentdeckter Schriftsteller des 5. Jahrhunderts. In: Kairos. Zeitschrift für Religionswissenschaft und Theologie, Jg. 28 (1986), S. 61–74.
- „In Christo enim possidendum est quod cum Christo est possidendum“. Rm 8 als Verstehenshorizont für asketisches Leben in einem Trostbrief des Eutropius. In: Roger Gryson (Hrsg.): Philologia sacra. Biblische und patristische Studien für Hermann J. Frede und Walter Thiele zu ihrem siebzigsten Geburtstag, Band 2: Apokryphen, Kirchenväter, Verschiedenes. Herder, Freiburg im Breisgau 1993, ISBN 3-451-21942-5, S. 514–522.
- Ein Buch wie kein anderes. Über Entstehung und Gestalt, Ursprachen und Übersetzungen der Bibel. In: Erbe und Auftrag, Jg. 70 (1994), S. 109–117.
- „Am Abend vor seinem Leiden“. In: Erbe und Auftrag, Jg. 71 (1995), S. 231–240.
- Vetus Latina. Die Reste der altlateinischen Bibel. Nach Petrus Sabatier neu gesammelt und herausgegeben von der Erzabtei Beuron unter der Leitung von Roger Gryson.
  - Band 21: Epistula ad Romanos. Herausgegeben von Hugo S. Eymann. Herder, Freiburg im Breisgau 1996, Lieferung 1 (1996), ISBN 3-451-00181-0.
- Eucharistie – Mitte der Kirche. Zum Jahr der Eucharistie. In: Erbe und Auftrag, Jg. 81 (2005), S. 197–206.
- Eutropius Presbyter: Trostbriefe. Lateinisch/deutsch. Herausgegeben, übersetzt und eingeleitet von Hugo S. Eymann (= Beuroner Schriften und Studien zu Theologie, Spiritualität, Geschichte und Kunst, Band 2). Lit, Münster 2008, ISBN 978-3-643-10532-5.